# Dnevnye zvëzdy
Dnevnye zvëzdy (Дневные звёзды) è un film del 1966 diretto da Igor' Talankin.